# César González
César Eduardo González Amais (ur. 1 października 1982 w Maturín) – wenezuelski piłkarz występujący najczęściej na pozycji ofensywnego pomocnika, obecnie zawodnik Gimnasii La Plata.